# Districte de Dacs

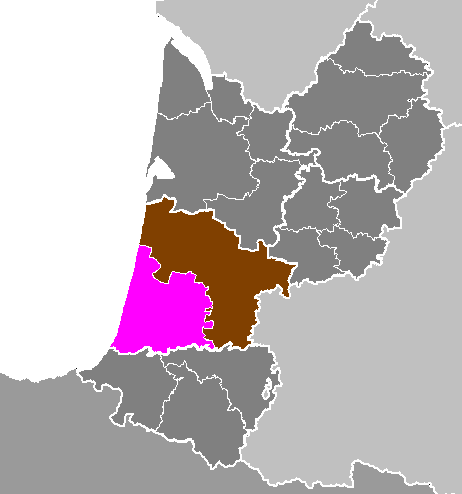
Situació del Districte de Dacs

El districte de Dacs és un dels dos districtes del departament de les Landes, a la regió d'Aquitània. Té 13 cantons i 153 municipis i el cap és la sotsprefectura de Dacs.

## Cantons
- cantó d'Amor
- cantó de Casteths
- cantó de Dacs-Nord
- cantó de Dacs-Sud
- cantó de Monthòrt
- cantó de Mugron
- cantó de Pèira Horada
- cantó de Polhon
- cantó de Sent Martin de Senhans
- cantó de Sent Vincenç de Tiròssa
- cantó de Soston
- cantó de Tartàs-Est
- cantó de Tartàs-Oest